# Міст Саншайн-Скайвей
Міст Саншайн-Скайвей імені Боба Грема (англ. Bob Graham Sunshine Skyway Bridge) — автомобільний міст через затоку Тампа у штаті Флорида, США. Головний прогін моста — вантовий довжиною 366 м, загальна довжина — 6,6 км. Міст є частиною Шосе 19 (англ. U.S. Route 19), що сполучає Сейнт-Пітерсберґ в окрузі Пінеллас і Терра Сейя в окрузі Манаті та проходить над водами округу Гіллсборо. Будівництво останнього варіанту конструкції моста, розпочалось у 1982 році й завершилось 7 лютого 1987 року. Вартість робіт становила $244 мільйони. Відкриття моста відбулось 20 квітня 1987 року. Новий міст замінив старий, частково зруйнований від зіткнення із судном у 1980 році.

## Конструктивні особливості
Для будівництва мосту використано сталь та бетон. Сталеві кабелі зібрані у 84-х 9-дюймових трубах (по 42 на кожен пілон) вздовж центральної лінії, вони підтримують головний прогін. Це елегантне технічне рішення згодом набуло широкого поширення, але в той час було новаторським. У вантового моста не може бути прогонів такої протяжності, як у підвісного, але будувати його набагато простіше. Полотно моста, що є частиною несучої конструкції, складається з готових сегментів, які прикріплюються до опор. Полотно моста шириною 29 м і товщиною 4 м зроблено з пустотілого бетону і складається з сегментів масою до 200 т кожний (це безпрецедентна для збірного залізобетонного моста маса). Проект моста розроблено компанією Figg & Muller Engineering Group, яка також виконала проект Семимильного мосту, будівельні роботи провадила American Bridge Company.
У 2005 році мосту було присвоєно ім'я Боба Грема, губернатора Флориди з 1979 до 1987 року, при якому велось будівництво нового мосту. Твердять, що конструкція мосту була запропонована Гремом після поїздки до Франції, де він побачив Бротоннський міст (фр. Pont de Brotonne) аналогічної конструкції. Попередній міст носив ім'я інженера Вільяма І. Діну, про що свідчить пам'ятна табличка біля південного краю мосту.
Телеканал Travel Channel включив Саншайн-Скайвей у список десяти кращих мостів світу під номером 3. Міст вважається головним мостом у Флориді.

## Перший міст
До появи мосту через протоку ходив пором, що зв'язував Пойнт-Пінеллас та Пайні-Пойнт. Згодом при будівництві Шосе 19 на північ через протоку було перекинуто консольний міст, що мав ту ж назву. Побудований компанією Virginia Bridge Company, він мав дві смуги руху й став до ладу 6 вересня 1954 року. У 1969 році західніше паралельно до нього було збудовано аналогічний за конструкцією міст, що забезпечило чотирисмуговий рух. Відкриття другого мосту затрималось до 1971 року у зв'язку з потребою забезпечення підсилення конструкції південної головної опори, у якій з'явились тріщини через недостатню глибину фундаменту. Після уведення його в дію рух на кожному з мостів став одностороннім: старим східним мостом потік транспорту рухався на північ, новим західним — на південь.

### Катастрофа «Summit Venture»
Південна нитка мосту, уведена в дію у 1971 році, зазнала руйнування о 7:33 ранку 9 травня 1980 року при зіткненні суховантажного судна «Summit Venture» з однією з опор в умовах грози й нульової видимості. 366 м прогону впали у затоку Тампа. Шість легкових автомобілів, вантажний автомобіль та автобус впали з висоти 150 м, що привело до загибелі 35 осіб. Катастрофу пережила один водій, пікап якого впав на палубу «Summit Venture», перш ніж опинитись у водах затоки. Він пред'явив позов компанії-власника судна і у 1984 році отримав компенсацію розміром $ 175000. Капітан судна Джон Лерро був виправданий як журі присяжних, так і Службою берегової охорони, що проводила розслідування пригоди.
Південна головна опора, що потребувала зміцнення після завершення основної частини будівництва, витримала удар судна без значних ушкоджень. Зазнала руйнувань наступна опора, що розташовувалась південніше від головної, і для якої не передбачався такого роду силовий вплив
Після аварії північний міст став використовуватись для руху в обох напрямках аж до завершення будівництва нового мосту. Перед тим як старий міст розібрали, єдина особа, яка вижила у катастрофі стала останньою людиною, що проїхала по ньому. Разом з ним в автомобілі була його дружина. Діставшись до найвищої точки мосту, вони скинули у воду 35 білих гвоздик — по одній за кожного загиблого у катастрофі. Головний прогін північного мосту було демонтовано у 1993 році, а в'їзди на міст були перетворені у парк штату Skyway Fishing Pier State Park.

### Знесення старого мосту
У 1990 році Департамент транспорту Флориди на конкурсній основі найняв компанію Hardaway Company для знесення старого мосту. За вимогами технічного завдання ніяких конструкцій над і під поверхнею води не повинно було залишатися. Особливої уваги потребувало знесення конструкцій біля фарватеру. Крім того, матеріал конструкцій слід було перевезти до берегів, щоб вони разом з під'їздами до мосту утворити штучні рифи, котрі планувалось включити у новий риболовецький парк штату. Головний прогін слід було демонтувати єдиною конструкцією, щоб його елементи не перешкоджали рухові суден у порт.
При демонтажі конструкцій мосту було вирішено багато інженерних задач: визначено послідовність демонтажу, розроблений безпечний метод підриву бетонних і сталевих елементів у відкритій зоні затоки, вироблена технологія зняття і вивезення конструкції головного прогону. Після численних досліджень команда інженерів підготувала план одночасного синхронізованого зняття головного прогону за допомогою двох кранів на баржі. План був успішно реалізований за 2,5 години незважаючи на несприятливі погодні умови.

## Новий міст
Пропозиція губернатора Грема щодо конструкції нового мосту отримала перевагу над іншими ідеями, серед яких було будівництво тунелю (визнано недоцільним через високий рівень ґрунтових вод у Флориді) або відновлення мосту у попередньому вигляді (що не вирішувало проблему навігації великотоннажних суден). Головний прогін нового мосту був на 50 % довшим від старого. Головні та другорядні опори на довжині 0,4 км у кожному напрямі отримали захисні острівці, здатні витримати удар судна, більшого за розмірами від «Summit Venture».

## Стрибок групи Стіва Троттера
27 квітня 1997 року група каскадерів-аматорів під керівництвом Стіва Троттера здійснила авантюрний стрибок з мосту на канаті. Передбачалося, що п'ятеро учасників будуть розгойдуватися над водою як маятник. Прибувши на найвищу точку моста на автомобілі, група несподівано вийшла на міст, закріпила трос, спустилася по дорозі вниз і стрибнула через огорожу. Трюк закінчився невдало: через неправильний розрахунок навантаження кріплення, що утримувало трос, не спрацювало, і після проходження нижньої точки траєкторії група зірвалася у воду з висоти понад 20 м. В результаті цього учасники отримали різні пошкодження, в тому числі у двох серйозно постраждав хребет.
Причиною невдачі, як показали дослідження, було те, що при обиранні троса Стів Троттер врахував лише вагу учасників стрибка, але не врахував перевантаження, що виникає при проходженні нижньої точки траєкторії. Після цього невдалого стрибка ніхто спроб стрибати більше не робив.

## Галерея

### Знесення старого мосту

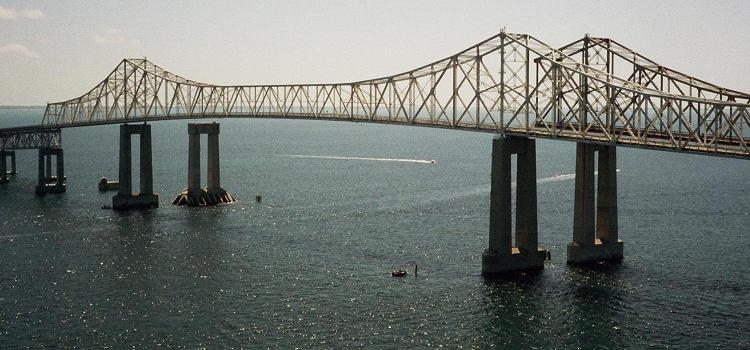
Перед знесенням
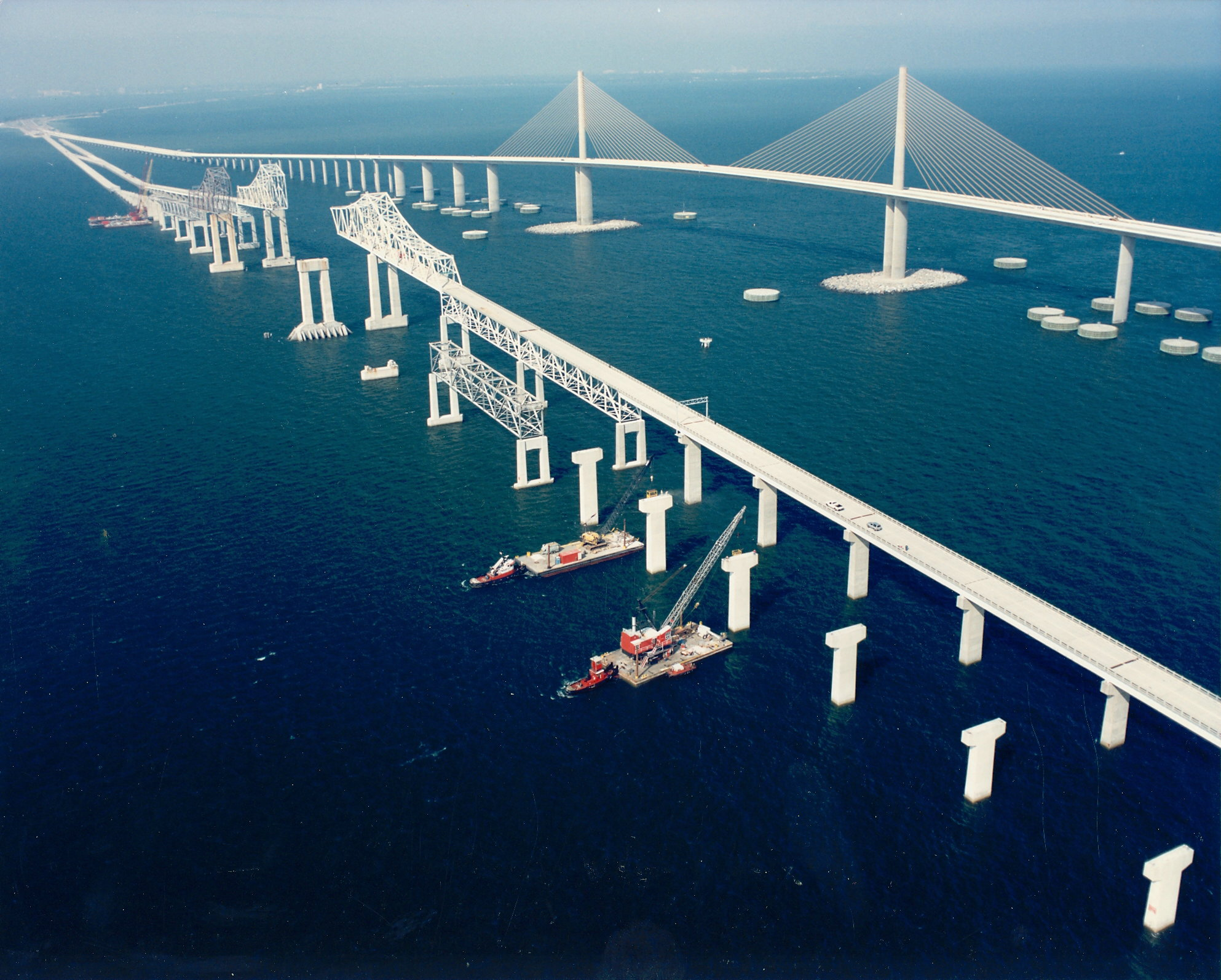
Знесення сталевих та бетонних конструкцій. Відсутня опора біля середини мосту — постраждала у зіткнення з «Summit Venture»
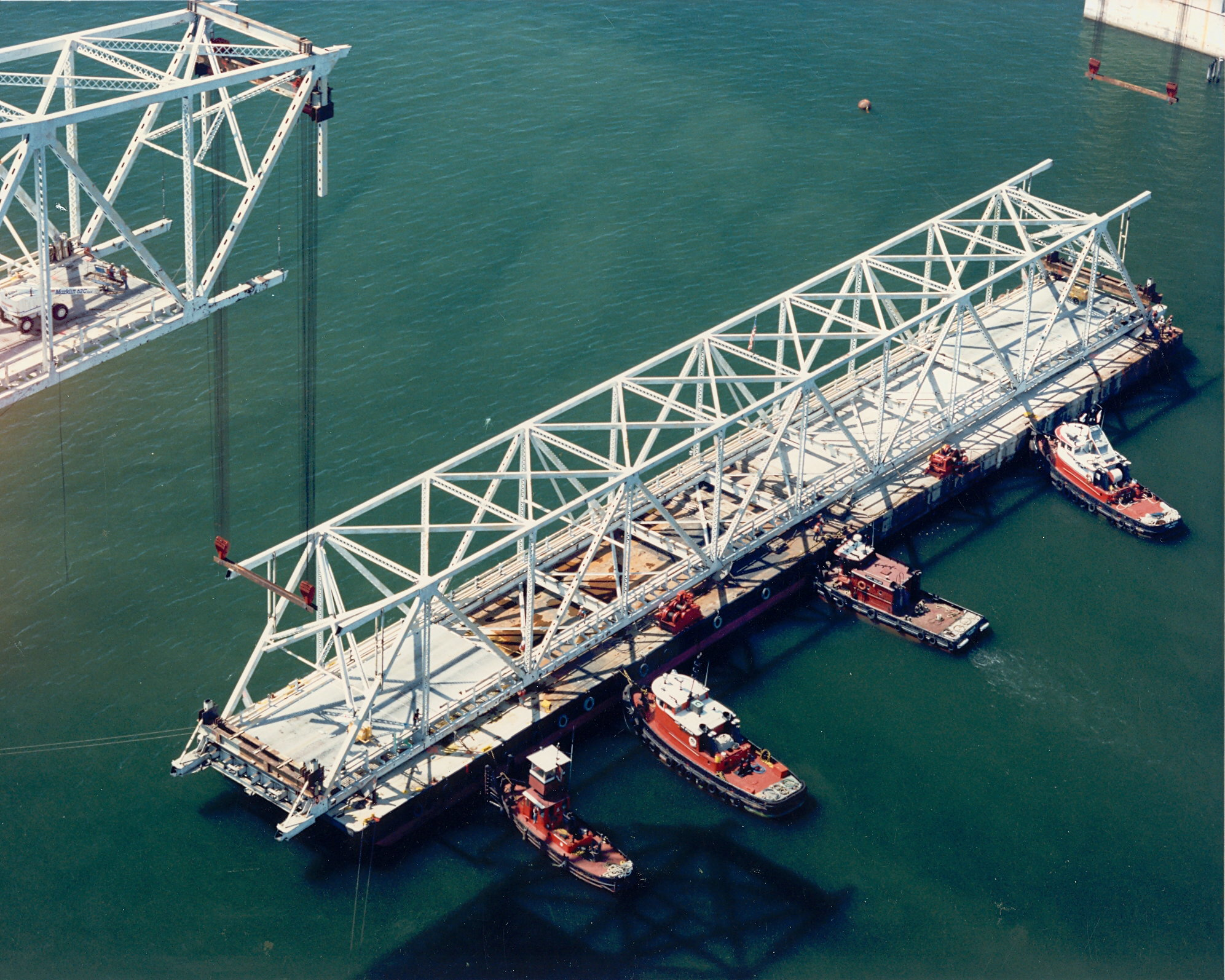
Головний прогін мосту вантажиться на баржі
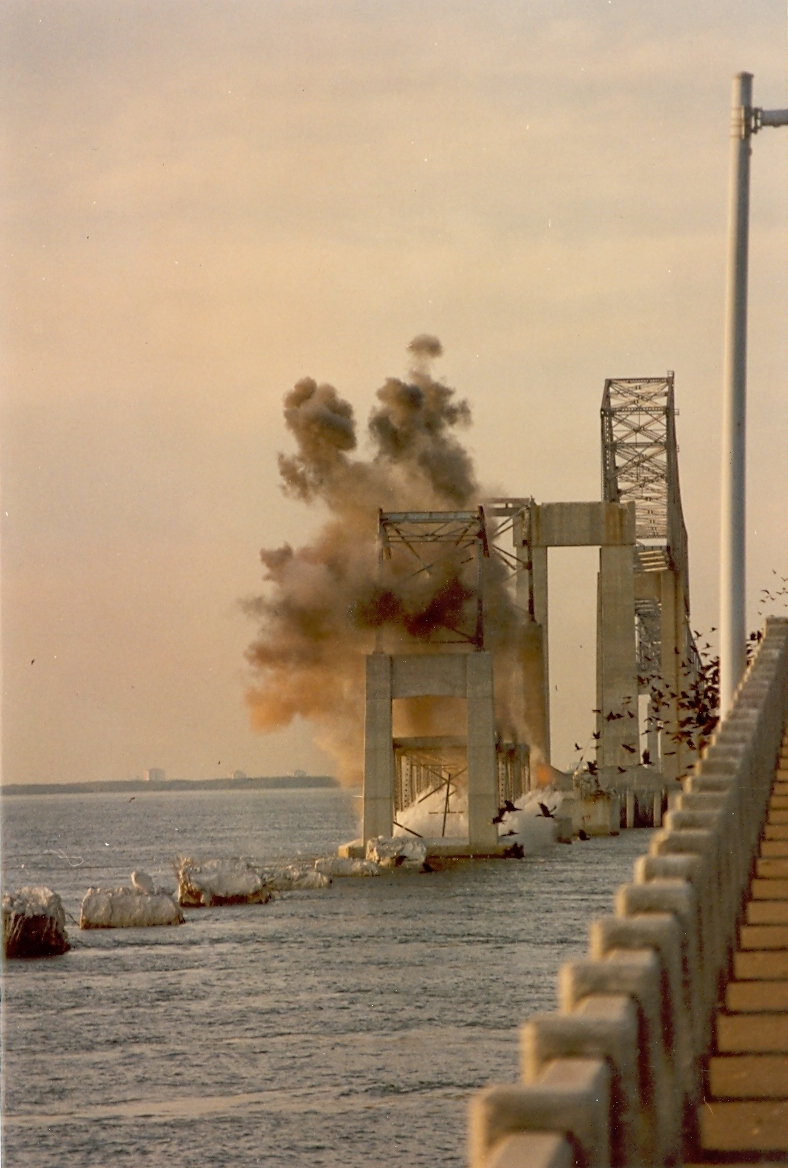
Підривання сталевих ферм
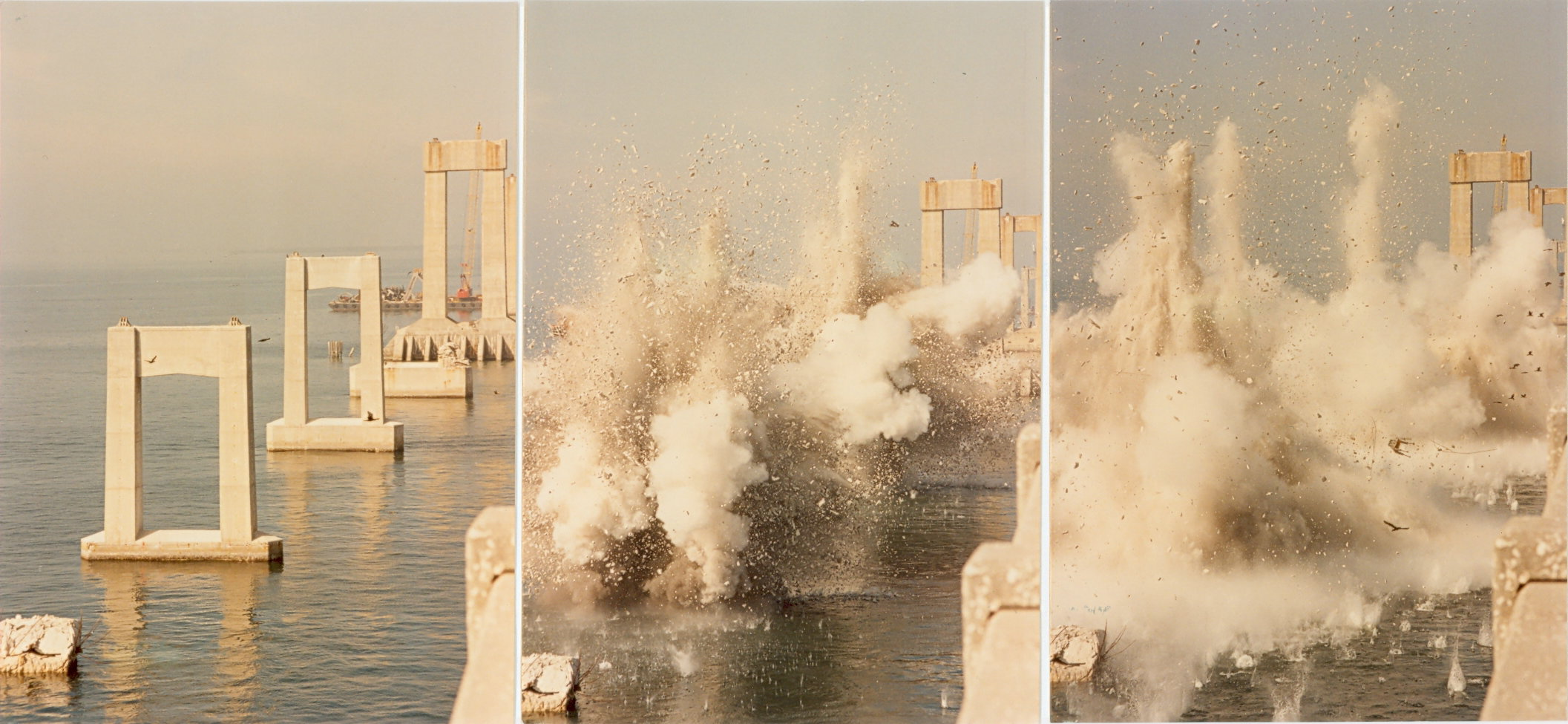
Підривання бетонних ферм

### Новий міст

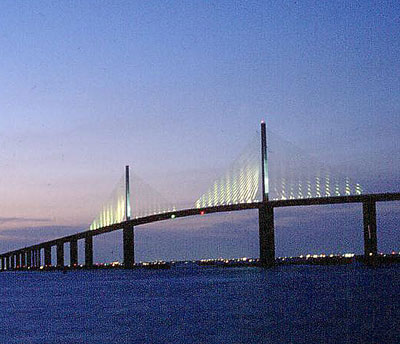
Саншайн-Скайвей у сутінках
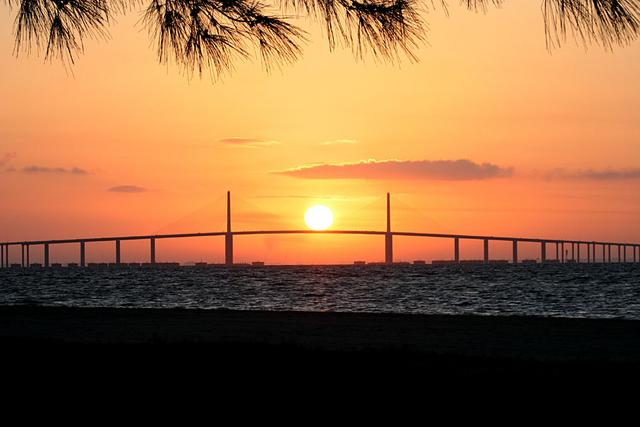
Вид на міст з парку Fort De Soto Park
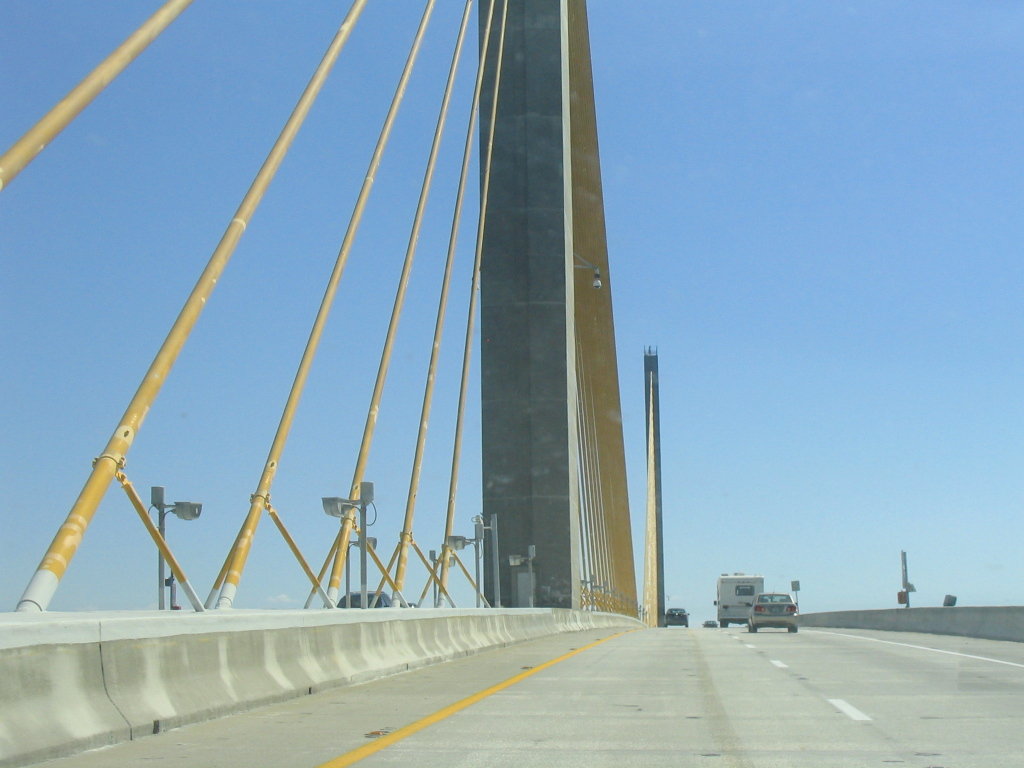
Біля найвищої точки мосту
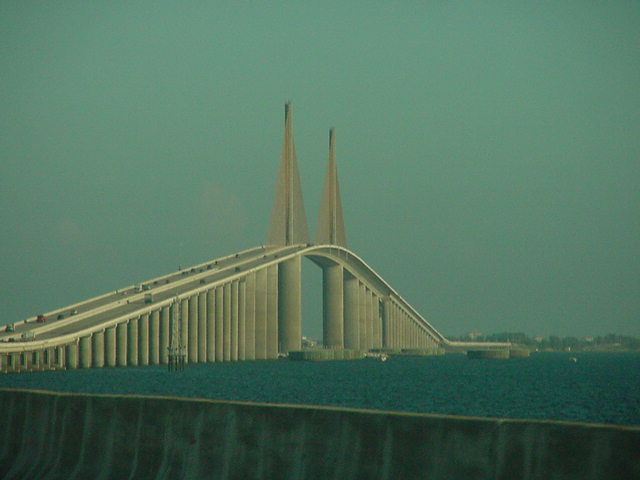
Вид на міст з півдня
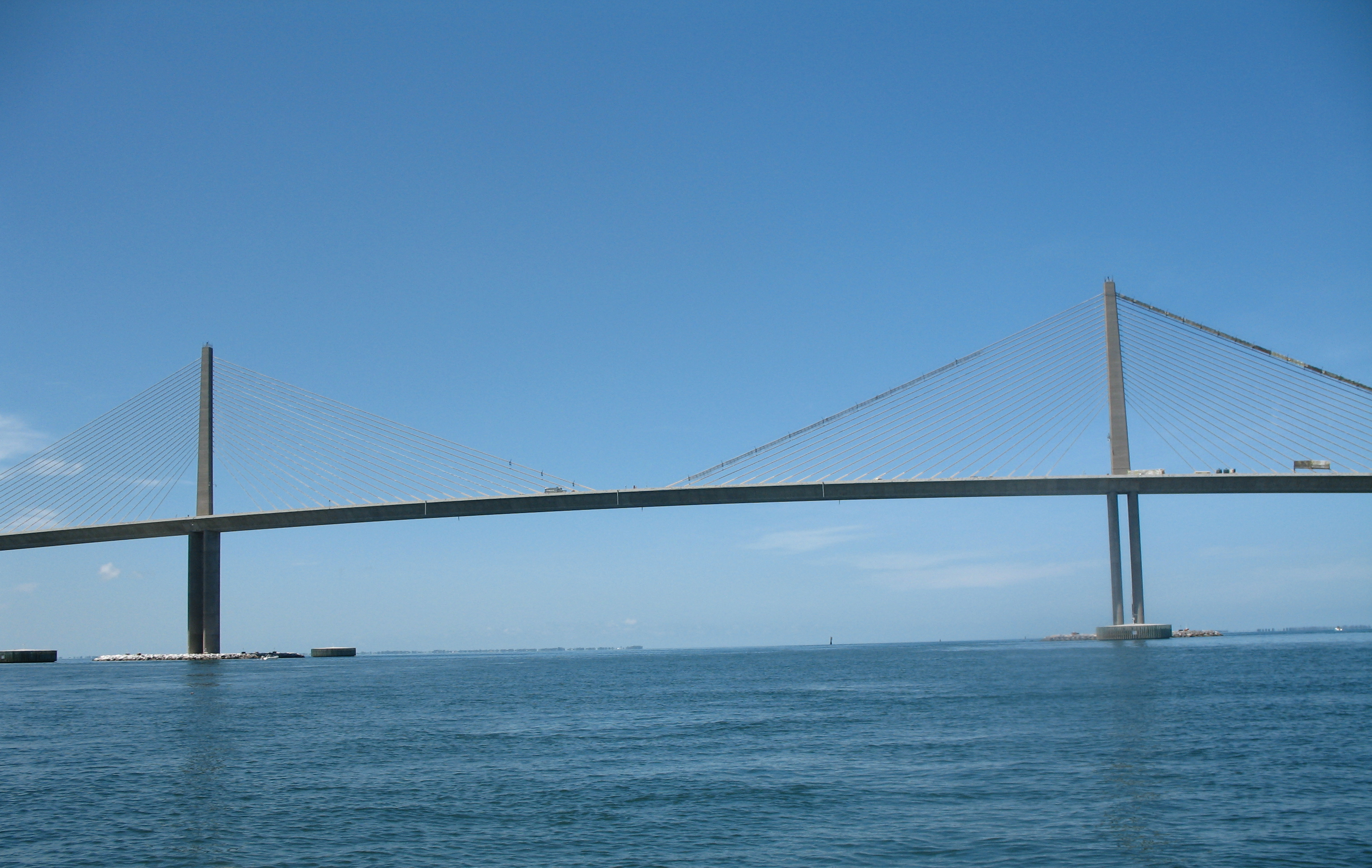
Вид на міст з поверхні затоки
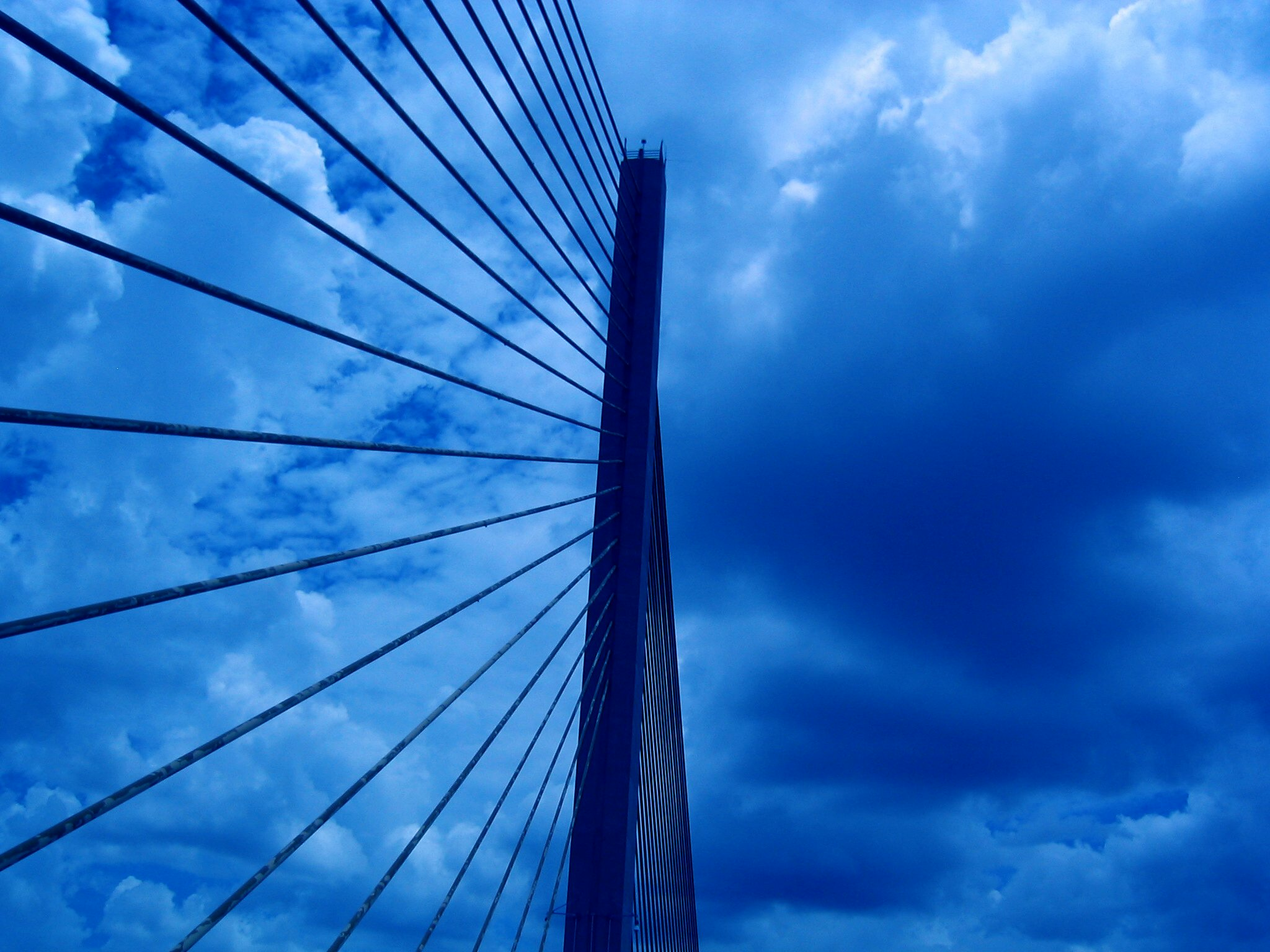
Вид знизу на головну опору мосту